# Sven Utterström
Sven "Uttern" Ludvig Utterström (16. května 1901, Boden – 7. května 1979, Boden) byl švédský běžec na lyžích. Na olympijských hrách v Lake Placid roku 1932 vyhrál závod na 18 kilometrů. Je též mistrem světa na 50 kilometrů z roku 1930. Ze světového šampionátu má i štafetové zlato z roku 1933 a stříbro z padesátikilometrové trati ze stejného roku. Utterström vyhrál čtyři mistrovství Švédska, všechna na 30 km (1922, 1928, 1930, 1933). Startoval během svého života ve 148 závodech, 61 z nich vyhrál a v dalších 48 stál na stupních vítězů. V roce 1929 získal Zlatou medaile Svenska Dagbladet. Objevil se i ve dvou švédských filmech: I slagbjörnens spår (1931) a Med Uttern till fjälls (1933).